# Saint-Goussaud
Saint-Goussaud (Sent Gossaud en occitan, prononcé Sèn Goussao) est une commune française située dans le département de la Creuse, en région Nouvelle-Aquitaine.
Ses habitants sont appelés Gonsaldiens et Gonsaldiennes.

## Géographie

### Localisation
Elle est à peu près équidistante des villes de Limoges et Guéret, soit à environ 40 km (par la route) de l'une et l'autre.
Elle est limitrophe à l'ouest du département de la Haute-Vienne.

### Communes limitrophes
| Laurière (Haute-Vienne)              | Arrènes                      |                      |
| Jabreilles-les-Bordes (Haute-Vienne) | Saint-Goussaud               | Châtelus-le-Marcheix |
|                                      | Les Billanges (Haute-Vienne) |                      |

### Géologie et relief

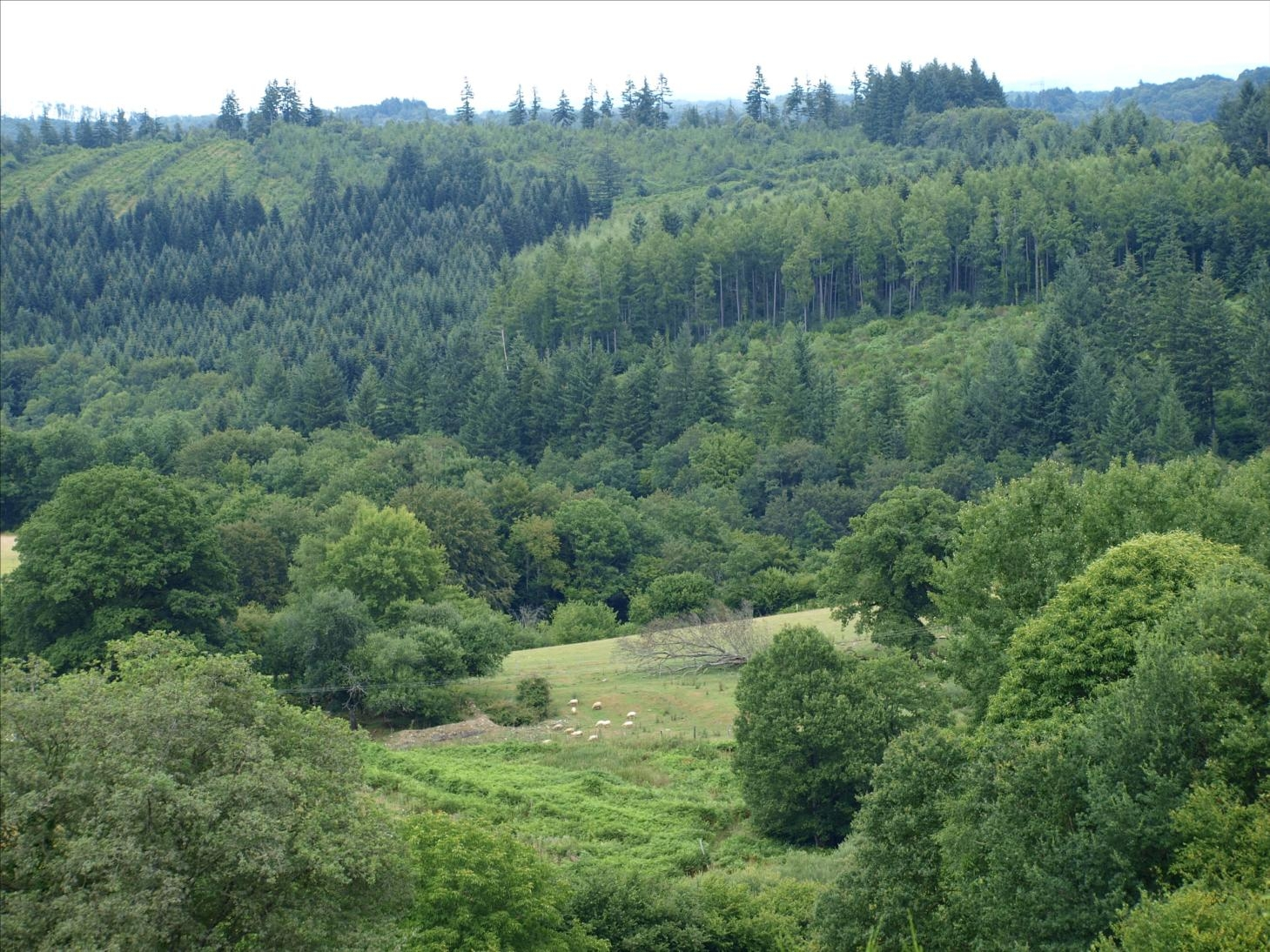
Paysage près de Saint-Goussaud.

La commune de Saint-Goussaud est située à l'est des monts d'Ambazac, au cœur des monts de la Marche, 
dans la partie que l'on nomme traditionnellement monts de Saint-Goussaud.
Saint-Goussaud abrite le deuxième sommet des monts d'Ambazac, le puy de Jouer (ou mont Jouer), qui culmine à 694 mètres.
Le bourg est quant à lui situé à environ 660 mètres d'altitude.
La relative rudesse du climat et l'enclavement qui en découle l'hiver donnent à Saint-Goussaud un caractère davantage montagnard qu'aux communes creusoises des alentours comme Mourioux-Vieilleville, Marsac ou Saint-Pierre-Chérignat. Cela se ressent notamment dans l'architecture locale et dans certaines traces de la vie passée, comme les loges en pierre sèche qui abritaient les bergers en cas de mauvais temps.

### Climat
Pour des articles plus généraux, voir Climat de la Nouvelle-Aquitaine et Climat de la Creuse.
Historiquement, la commune est dans une zone de transition entre le climat océanique limousin et le climat montagnard.  
En 2020, Météo-France publie une typologie des climats de la France métropolitaine dans laquelle la commune est dans une zone de transition entre le climat océanique altéré et le climat de montagne et est dans la région climatique  Ouest et nord-ouest du Massif Central, caractérisée par une pluviométrie annuelle de 900 à 1 500 mm, maximale en automne et en hiver.
Pour la période 1971-2000, la température annuelle moyenne est de 9,3 °C, avec une amplitude thermique annuelle de 14,3 °C. Le cumul annuel moyen de précipitations est de 1 306 mm, avec 12,8 jours de précipitations en janvier et 8,7 jours en juillet. Pour la période 1991-2020, la température moyenne annuelle observée sur la station météorologique la plus proche, située sur la commune de Bénévent-l'Abbaye à 9 km à vol d'oiseau, est de 11,5 °C et le cumul annuel moyen de précipitations est de 1 013,1 mm,. Pour l'avenir, les paramètres climatiques de la commune estimés pour 2050 selon différents scénarios d’émission de gaz à effet de serre sont consultables sur un site dédié publié par Météo-France en novembre 2022.

## Urbanisme

### Typologie
Au 1er janvier 2024, Saint-Goussaud est catégorisée commune rurale à habitat très dispersé, selon la nouvelle grille communale de densité à 7 niveaux définie par l'Insee en 2022.
Elle est située hors unité urbaine. Par ailleurs la commune fait partie de l'aire d'attraction de Limoges, dont elle est une commune de la couronne,. Cette aire, qui regroupe 127 communes, est catégorisée dans les aires de 200 000 à moins de 700 000 habitants,.

### Occupation des sols
L'occupation des sols de la commune, telle qu'elle ressort de la base de données européenne d’occupation biophysique des sols Corine Land Cover (CLC), est marquée par l'importance des forêts et milieux semi-naturels (75,4 % en 2018), une proportion sensiblement équivalente à celle de 1990 (76,2 %). La répartition détaillée en 2018 est la suivante : 
forêts (68,5 %), prairies (14,5 %), zones agricoles hétérogènes (10,1 %), milieux à végétation arbustive et/ou herbacée (6,9 %). L'évolution de l’occupation des sols de la commune et de ses infrastructures peut être observée sur les différentes représentations cartographiques du territoire : la carte de Cassini (XVIIIe siècle), la carte d'état-major (1820-1866) et les cartes ou photos aériennes de l'IGN pour la période actuelle (1950 à aujourd'hui).

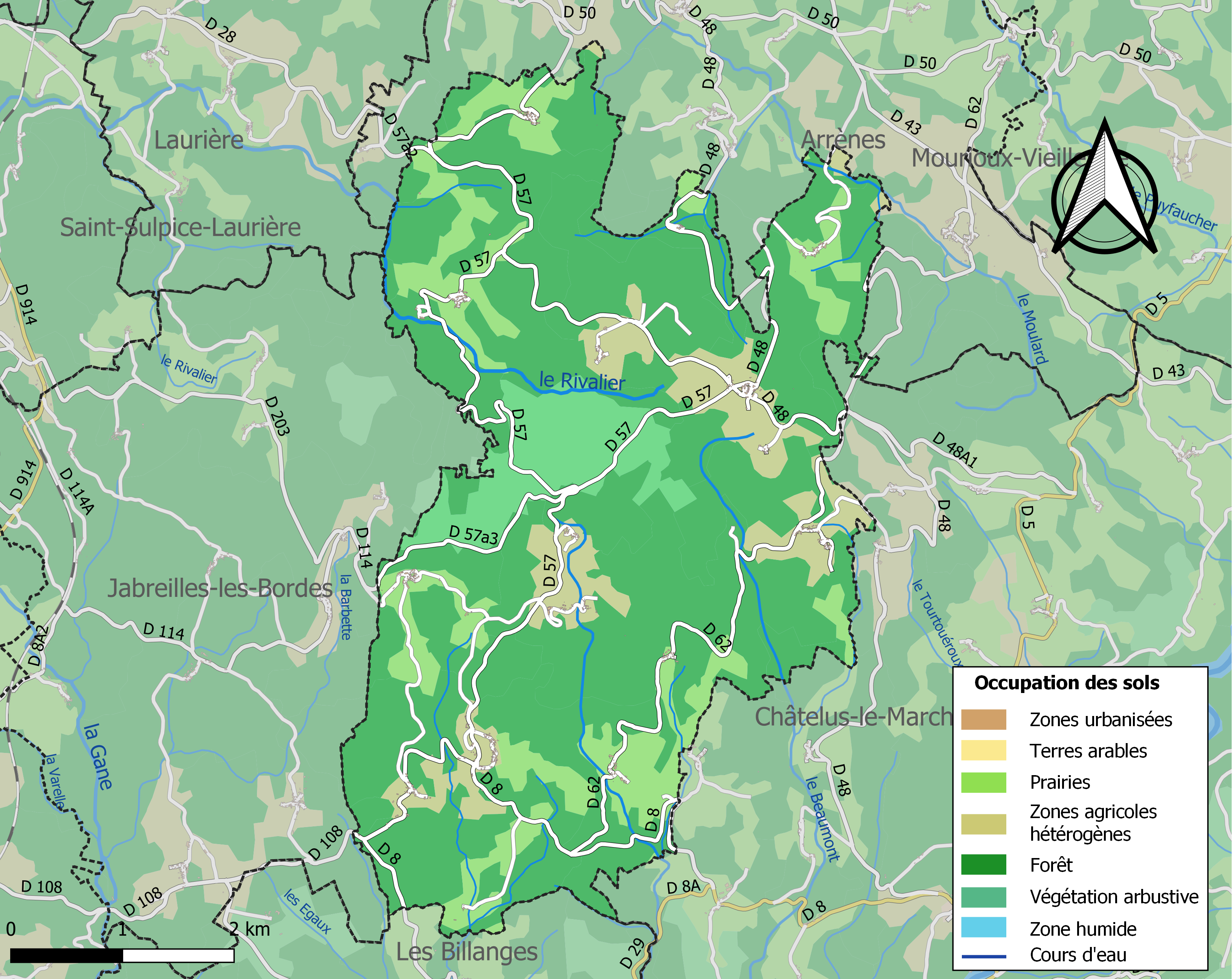
Carte des infrastructures et de l'occupation des sols de la commune en 2018 (CLC).

### Risques majeurs
Le territoire de la commune de Saint-Goussaud est vulnérable à différents aléas naturels : météorologiques (tempête, orage, neige, grand froid, canicule ou sécheresse) et séisme (sismicité faible). Il est également exposé à un risque particulier : le risque de radon. Un site publié par le BRGM permet d'évaluer simplement et rapidement les risques d'un bien localisé soit par son adresse soit par le numéro de sa parcelle.

#### Risques naturels

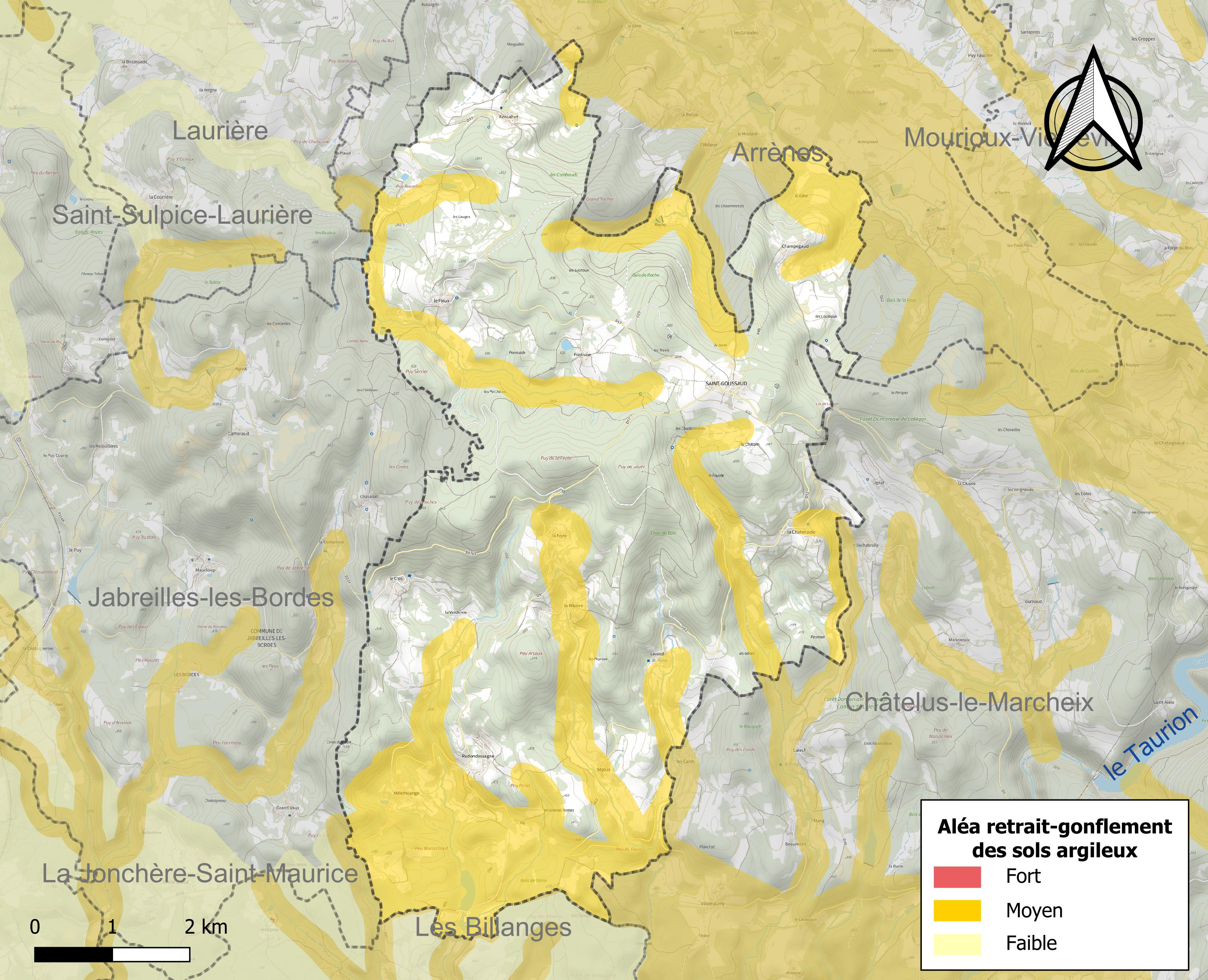
Carte des zones d'aléa retrait-gonflement des sols argileux de Saint-Goussaud.

Le retrait-gonflement des sols argileux est susceptible d'engendrer des dommages importants aux bâtiments en cas d’alternance de périodes de sécheresse et de pluie. 33 % de la superficie communale est en aléa moyen ou fort (33,6 % au niveau départemental et 48,5 % au niveau national). Sur les 200 bâtiments dénombrés sur la commune en 2019,  66 sont en aléa moyen ou fort, soit 33 %, à comparer aux 25 % au niveau départemental et 54 % au niveau national. Une cartographie de l'exposition du territoire national au retrait gonflement des sols argileux est disponible sur le site du BRGM,.
Par ailleurs, afin de mieux appréhender le risque d’affaissement de terrain, l'inventaire national des cavités souterraines permet de localiser celles situées sur la commune.
La commune a été reconnue en état de catastrophe naturelle au titre des dommages causés par les inondations et coulées de boue survenues en 1982 et 1999. Concernant les mouvements de terrains, la commune a été reconnue en état de catastrophe naturelle au titre des dommages causés par des mouvements de terrain en 1999.

#### Risque particulier
Dans plusieurs parties du territoire national, le radon, accumulé dans certains logements ou autres locaux, peut constituer une source significative d’exposition de la population aux rayonnements ionisants. Certaines communes du département sont concernées par le risque radon à un niveau plus ou moins élevé. Selon la classification de 2018, la commune de Saint-Goussaud est classée en zone 3, à savoir zone à potentiel radon significatif.

## Histoire
Origines

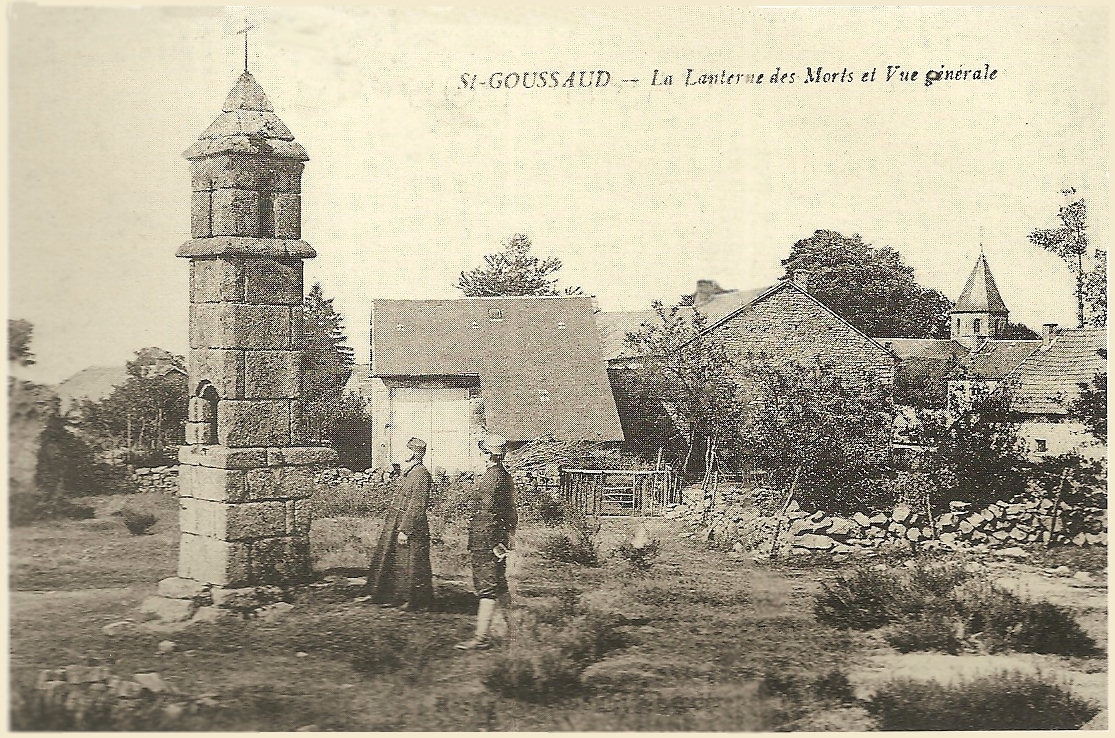
Carte postale de la lanterne des morts vers 1910.

Les origines de Saint-Goussaud sont gallo-romaines, comme en témoignent les vestiges (ruines d'un temple et d'un théâtre) que l'on peut voir sur le Puy-de-Jouer (694 m). Longtemps, se référant à un  cadastre où des parcelles étaient répertoriées sous le nom de "Prataury", on a cru pouvoir identifier ce site avec celui de l'antique Praetorium mentionnée sur la carte de Peutinger. Ce n'est pas le cas. Il s'agissait d'un sanctuaire de hauteur, principalement fouillé par l'abbé Dercier entre 1901 et 1920, et sur lequel on ne sait pas grand-chose.
Au VIIe un disciple de saint Priest, évêque de Clermont, Gonsaldus (d'où le nom de la commune), devenu berger, y aurait installé son ermitage. Après sa mort, en 689, un culte populaire s'est développé  sur les lieux de son tombeau. On invoquait le saint homme pour la protection du bétail.
Maçons migrants
Comme de nombreuses communes creusoises, Saint-Goussaud a fourni durant des siècles un nombre important de maçons de la Creuse. Certains se sont définitivement établis dans les régions de  Paris, Lyon ou encore Reims comme ouvriers ou comme entrepreneurs, notamment au XIXe siècle. Les maçons de Saint-Goussaud allaient en grande majorité travailler en Île-de-France, dans l'Aisne et dans la Marne.

## Politique et administration

### Canton
Saint-Goussaud appartient au canton du Grand-Bourg, dix-sept communes et 7 000 habitants, depuis le redécoupage cantonal de 2014.
Les conseillers départementaux du Grand-Bourg sont Annie Chambereau et Bertrand Labar (Droite-Centre) depuis les cantonales de 2015.

### Département
Le département de la Creuse a été créé à la Révolution en 1790 en application de la loi du 22 décembre 1789, essentiellement à partir de l'ancienne province de la Marche.
Depuis 2015, le conseil départemental de la Creuse est présidé par Valérie Simonet (LR).

### Intercommunalité
Le canton du Grand-Bourg est tout entier compris dans la communauté de communes Monts et vallées Ouest Creuse, avec les cantons de la Souterraine et de Dun-le-Palestel.
Monts et vallées Ouest Creuse a été créée à la suite du redécoupage des intercommunalités de la loi NOTRe en 2017. Elle est présidée depuis par Étienne Lejeune (PS).

### Circonscription législative
Saint-Goussaud appartient à l'unique circonscription de la Creuse, composée de tous les cantons de la Creuse depuis les élections législatives de juin 2012.
En 2017, Jean-Baptiste Moreau (LREM) est élu député de cette circonscription lors des dernières élections législatives. Il est battu en 2022 par Catherine Couturier (LFI). En 2024, l'élection est remportée par Bartolomé Lenoir (RN).

### Région
La Région Nouvelle-Aquitaine a remplacé la Région Limousin au 1er janvier 2016, plaçant le Grand-Bourg à 270 kilomètres et 3 h 15 de sa préfecture de Région, Bordeaux (contre 40 kilomètres et 45 minutes, pour Limoges précédemment).

### Maire
| Période                                  | Période  | Identité           | Étiquette | Qualité  |
| ---------------------------------------- | -------- | ------------------ | --------- | -------- |
| mars 2001                                | 2008     | Jean-Marie Richard |           |          |
| mars 2008                                | 2014     | Patrick Dourdy     |           |          |
| mars 2014                                | En cours | Bernard Leroudier  | SE        | Retraité |
| Les données manquantes sont à compléter. |          |                    |           |          |

## Démographie
L'évolution du nombre d'habitants est connue à travers les recensements de la population effectués dans la commune depuis 1793. Pour les communes de moins de 10 000 habitants, une enquête de recensement portant sur toute la population est réalisée tous les cinq ans, les populations de référence des années intermédiaires étant quant à elles estimées par interpolation ou extrapolation. Pour la commune, le premier recensement exhaustif entrant dans le cadre du nouveau dispositif a été réalisé en 2005.

En 2022, la commune comptait 160 habitants, en évolution de −1,23 % par rapport à 2016 (Creuse : −3,32 %, France hors Mayotte : +2,11 %).
| 1793  | 1800  | 1806  | 1821  | 1831  | 1836  | 1841  | 1846  | 1851  |
| ----- | ----- | ----- | ----- | ----- | ----- | ----- | ----- | ----- |
| 1 125 | 1 122 | 1 107 | 1 097 | 1 026 | 1 036 | 1 087 | 1 025 | 1 108 |

| 1856  | 1861  | 1866  | 1872  | 1876  | 1881  | 1886  | 1891  | 1896  |
| ----- | ----- | ----- | ----- | ----- | ----- | ----- | ----- | ----- |
| 1 173 | 1 090 | 1 099 | 1 038 | 1 068 | 1 058 | 1 091 | 1 128 | 1 089 |

| 1901  | 1906  | 1911  | 1921 | 1926 | 1931 | 1936 | 1946 | 1954 |
| ----- | ----- | ----- | ---- | ---- | ---- | ---- | ---- | ---- |
| 1 104 | 1 073 | 1 005 | 814  | 788  | 693  | 635  | 551  | 506  |

| 1962 | 1968 | 1975 | 1982 | 1990 | 1999 | 2005 | 2006 | 2010 |
| ---- | ---- | ---- | ---- | ---- | ---- | ---- | ---- | ---- |
| 407  | 353  | 285  | 271  | 238  | 213  | 212  | 210  | 199  |

| 2015 | 2020 | 2022 | - | - | - | - | - | - |
| ---- | ---- | ---- | - | - | - | - | - | - |
| 163  | 166  | 160  | - | - | - | - | - | - |

Jusqu'aux années 1910, la commune de Saint-Goussaud comptait plus de 1000 habitants (1005 habitants en 1911). Victime de la première Guerre mondiale puis de l'exode rural comme beaucoup de communes creusoises, sa population a chuté d'environ 80 % en un siècle.

## Lieux et monuments
L'église de Saint-Goussaud date de la fin du XIIe ou du début du XIIIe siècle. L'édifice a été inscrit au titre des monuments historique en 1973. La chapelle nord a été édifiée au XVe siècle et le chevet a été remanié au XVIe siècle. Parmi le mobilier, une statue en bois du XVIIIe siècle, figurant saint Goussaud, avec un petit bœuf dans lequel il est d'usage de piquer des épingles pour invoquer la protection du saint homme.
La formule populaire locale dit :
Doua vei per an nous van a Saint-Goussaud
Li fa la devouci per notre gros betiaou
Las fillas lou garçous li van de lour couta
Li piqua de l'épinga par lou fa marida
(Deux fois par an nous allons à Saint-Goussaud, y faire la dévotion pour notre gros bétail, Les filles et les garçons y vont de leur côté y piquer des épingles pour se faire marier). L'édifice est inscrit au titre des monuments historiques en 1973.
Non loin de l'église, on remarque une lanterne des morts (XIIe siècle), haute de 5,50 mètres, rapportée de l'ancien cimetière. L'édifice est classé au titre des monuments historiques en 1914.
En aval du puy de Jouer se trouve la tourbière de Friaulouse, dans laquelle peuvent être observées de nombreuses espèces de fleurs, d'oiseaux et d'insectes.
Sur le Puy de Jouer se trouvent les vestiges d'un théâtre et d'un temple gallo-romain inscrits et classés au titre des monuments historiques en 1984.

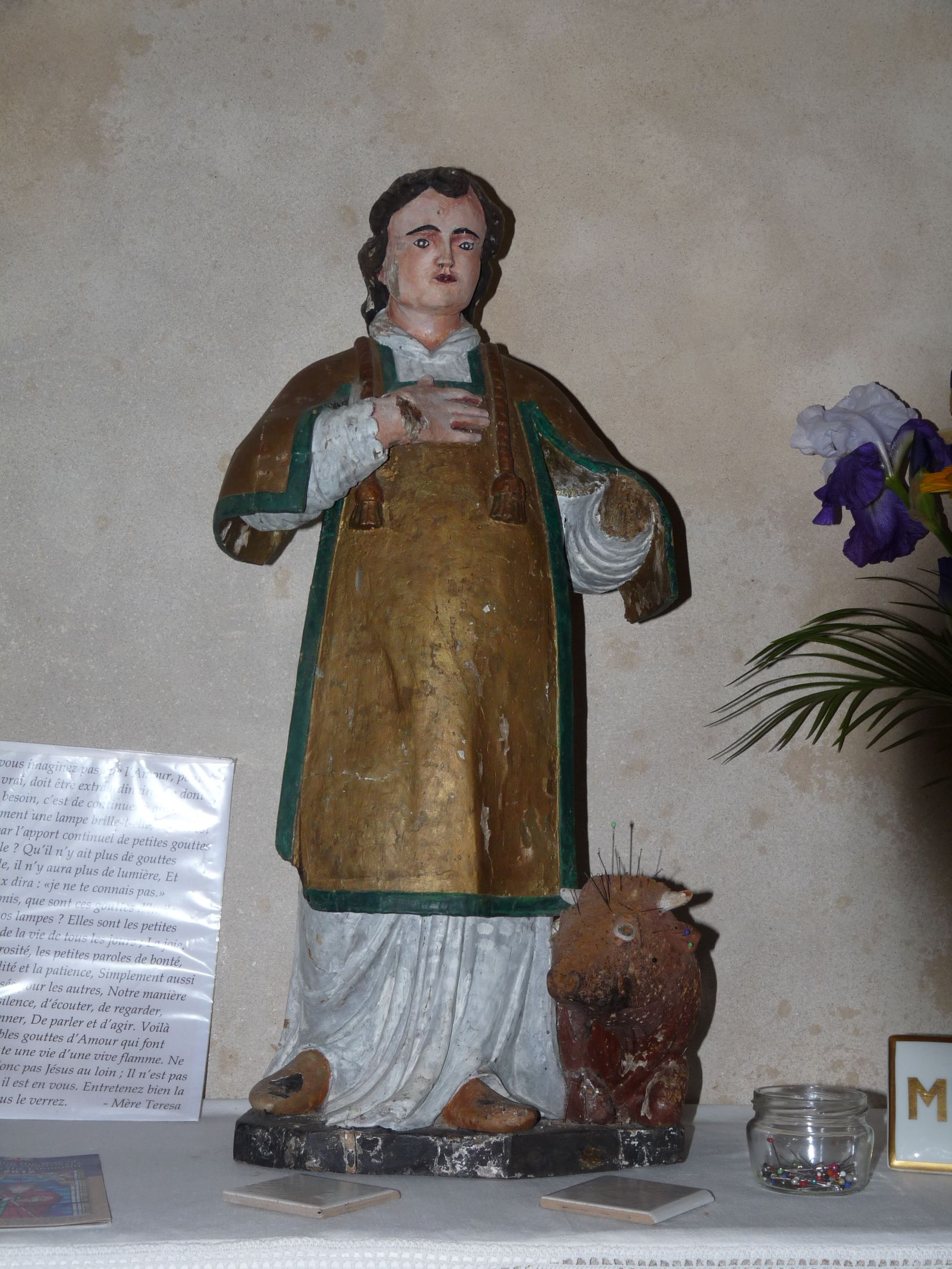
Statue de Saint Goussaud et son petit bœuf
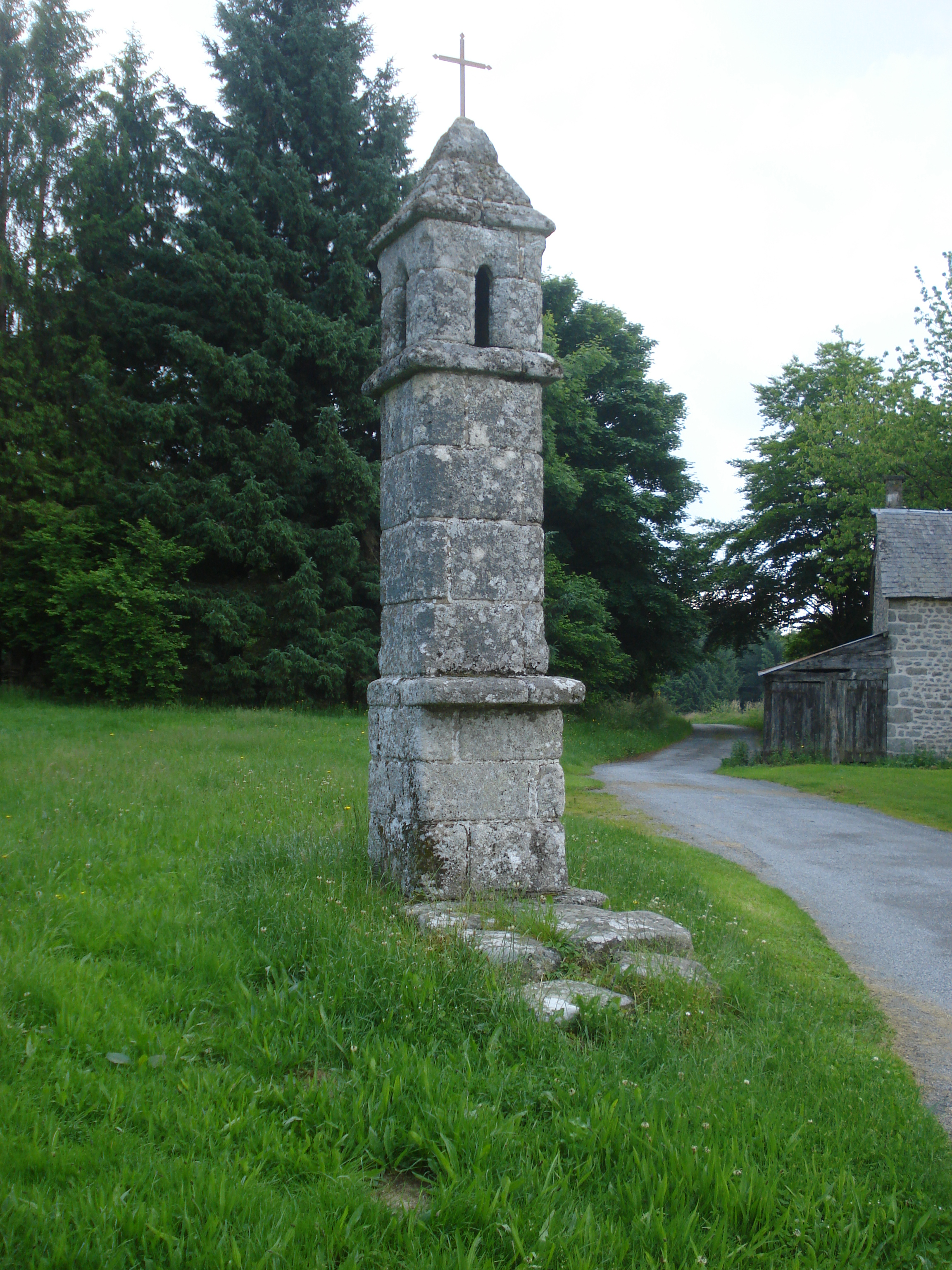
La lanterne des morts
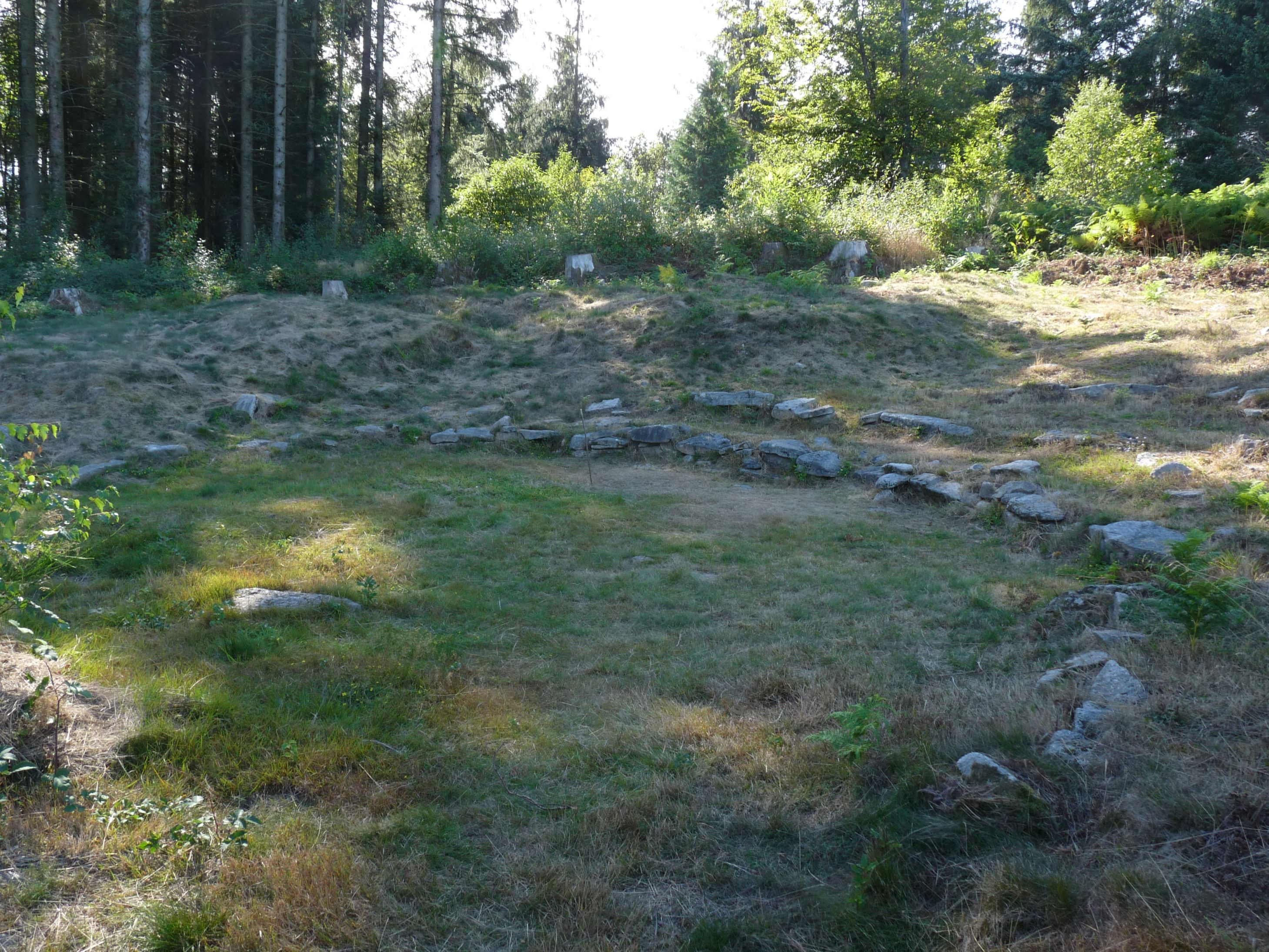
Le théâtre gallo-romain du Puy de Jouer
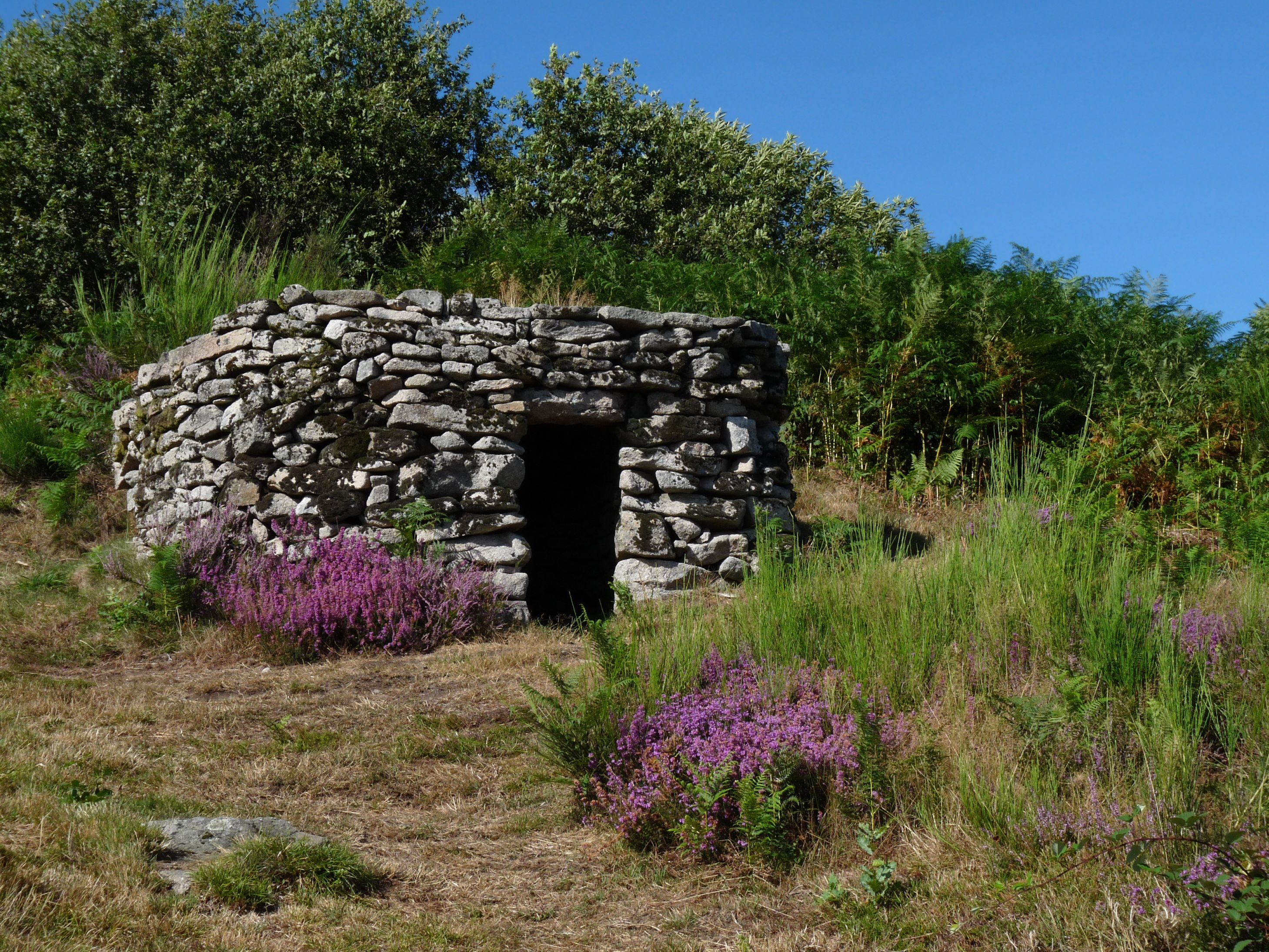
Loge en pierre sèche, près de Saint-Goussaud
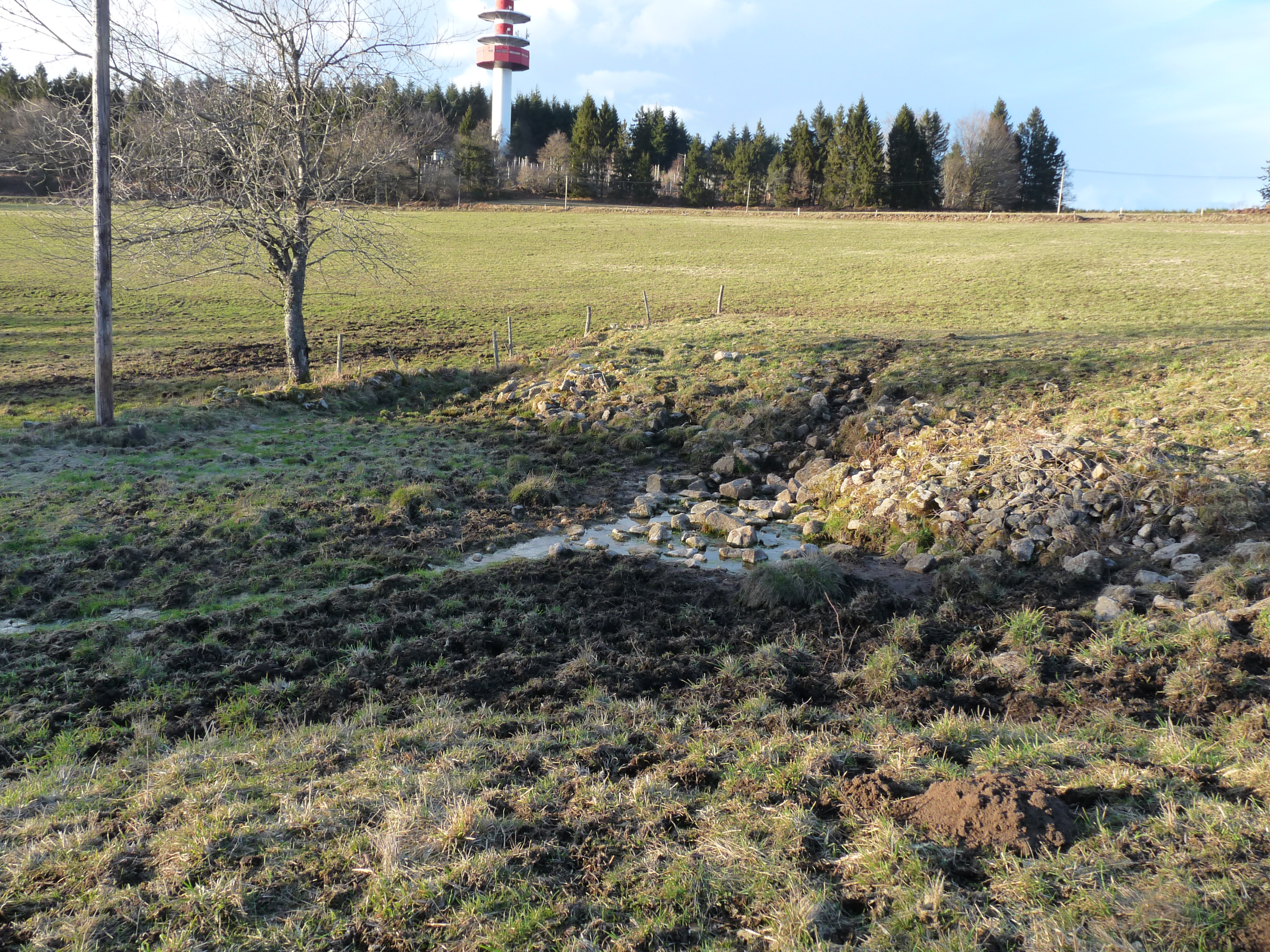
La source du Rivalier à Saint-Goussaud

## Lieux-dits
La commune de Saint-Goussaud regroupe seize villages dispersés autour du bourg, dans un paysage très vallonné : Bossabut, Champégaud, Le Châtain, La Chatenède (parfois Chatenaide ou Chateneide), Le Crocq, La Feyte, Le Fieux, Friaulouse, Les Gabiauds, Lavaud, Millemilanges, Redondessagne, La Ribière, La Roche, Séjoux, La Verdenne.

## Personnalités liées à la commune
- Saint-Goussaud (Gonsaldus)
- Pierre Michon, écrivain natif de la commune voisine de Châtelus-le-Marcheix, évoque Saint-Goussaud dans Vies minuscules (Gallimard, 1984).